# Dionne Visser
Dionne Visser (* 29. Oktober 1996 in Vlaardingen) ist eine niederländische Handballspielerin, die für den deutschen Bundesligisten HSG Bensheim/Auerbach auflief.

## Karriere
Visser spielte ab dem Jahr 2012 für den niederländischen Verein HV Quintus. Dabei spielte sie in der Saison 2013/14 mit HV Quintus auch international im EHF Challenge Cup. Von 2014 bis 2016 spielte sie beim niederländischen Verein FIQAS Aalsmeer. 2016 wechselte sie dann nach Deutschland zum SG 09 Kirchhof in die 2. Bundesliga. 2019 wechselte sie in die 1. Bundesliga zur HSG Bensheim/Auerbach. Nach der Saison 2023/24 beendete sie aus gesundheitlichen Gründen ihre Profikarriere. Anschließend schloss sie sich der zweiten Mannschaft der HSG Bensheim/Auerbach an, mit der sie in der 3. Liga antritt. Weiterhin übernahm sie zur Saison 2024/25 das Co-Traineramt der A-Jugendmannschaft der HSG Bensheim/Auerbach.
Mit der niederländischen Junioren-Nationalmannschaft belegte sie bei der U17-Europameisterschaft 2013 den 12. Platz und bei der U20-Weltmeisterschaft 2016 den 9. Platz.